# Стоп-линия
«Стоп-линия» — тип знака, используемый для информирования водителей о том, что они должны остановиться на перекрёстке или кольцевой развязке, контролируемой знаком остановки или дорожным знаком. Он также известен как «стоп-бар».

## Дорожные знаки
В некоторых странах на стоп-линиях установлены дорожные знаки, которые используются вместо знака остановки.

Армения
Австралия (Светофор)
Беларусь
Канада
Канада (Британская Колумбия)
Канада (Британская Колумбия) (железная дорога)
Канада (Онтарио) (светофоры)
Канада (Квебек)
Эстония
Филиппины (светофоры)
Грузия
Япония
Гонконг (строительство)
Казахстан
Латвия
Литва
Монголия
Молдова
Новая Зеландия (светофоры)
Великобритания (строительство)
Россия
Россия (Вертикальный)
США
США (светофоры)
США (мигающие светофоры)
США (Пуэрто-Рико) (светофоры)
Таиланд (светофоры)
Украина